# Oxycoleus culicinus
Oxycoleus culicinus är en skalbaggsart som först beskrevs av Bates 1870. Oxycoleus culicinus ingår i släktet Oxycoleus och familjen långhorningar.
Artens utbredningsområde är Panama. Inga underarter finns listade i Catalogue of Life.